# تيسير تاوريرت (تڭموت)
تيسير تاوريرت هي إحدى مشيخات المملكة المغربية، تتبع جغرافيا لإقليم طاطا وإداريًا لتڭموت. يقدر عدد سكانها بـ 1018 نسمة حسب الإحصاء الرسمي للسكان والسكنى لسنة 2004.